# Droga Jordana

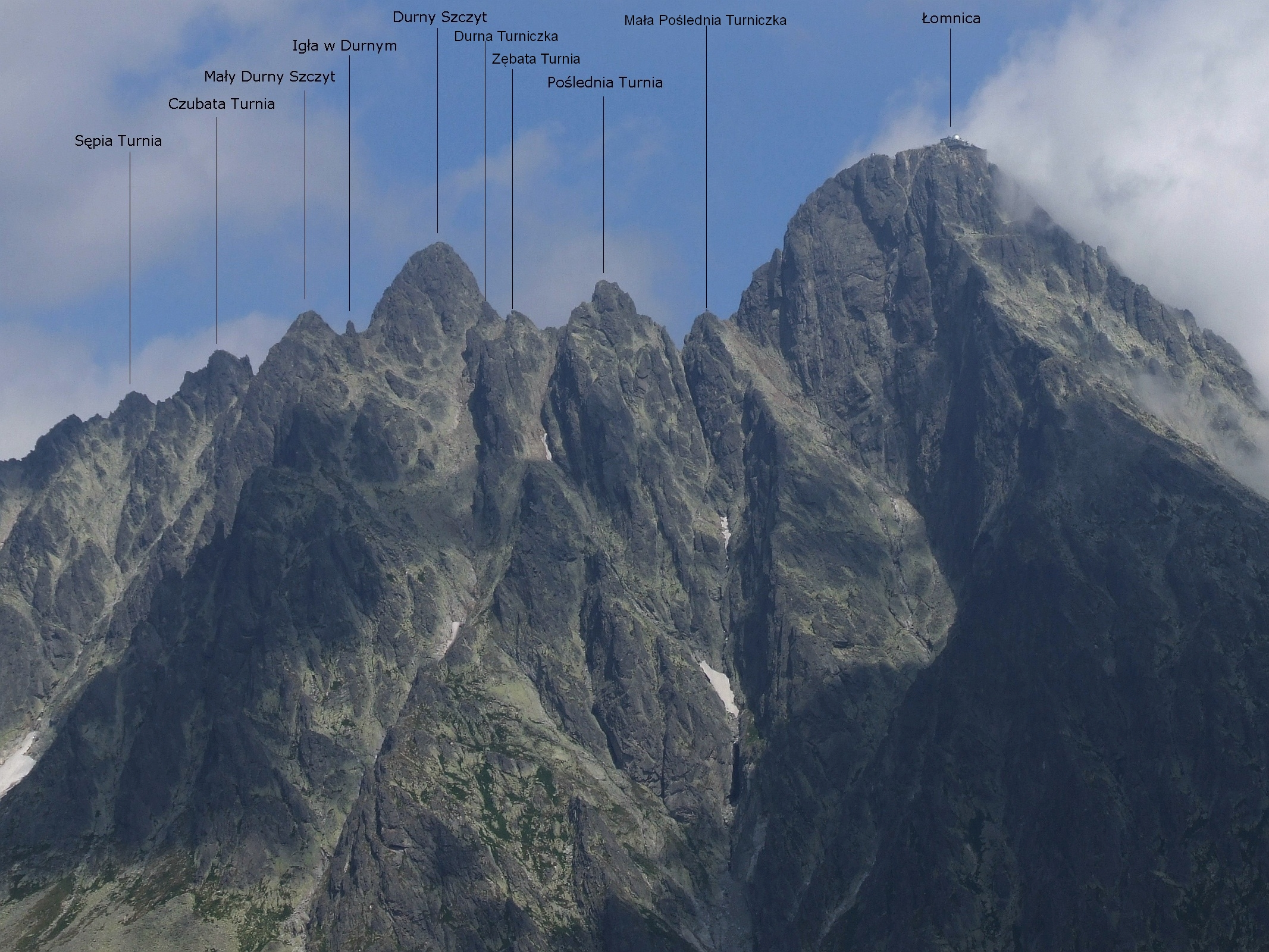
Przejście Klimkowym Żlebem i Żlebem Breuera (po prawej stronie Durnego Szczytu)

Droga Jordana – (słow. Jordánova cesta, Jordánka, niem. Jordán-Weg, węg. Jordán út) – droga wspinaczkowa w słowackich Tatrach Wysokich, w południowo-wschodniej grani Wyżniego Baraniego Zwornika. Jest to dość popularne taternickie wejście od Schroniska Téryego (1899 m) w Dolinie Pięciu Stawów Spiskich na Łomnicę (2634 m). Nazwa drogi pochodzi od nazwiska węgierskiego taternika i matematyka Károlya Jordána. W środowisku taterników często nazywana jest Jordanką.
Droga jest stroma i silnie eksponowana, w najtrudniejszych miejscach ubezpieczona łańcuchami i klamrami. W przejściu tym wyróżnia się 3 etapy:
1. Od Schroniska Téryego ścieżka początkowo prowadzi kamienistym i trawiastym dnem doliny, przekracza potok łączący Stawy Spiskie i wchodzi w Klimkowy Żleb. Jest to pierwszy po lewej stronie, wybitny żleb opadający z grani Durny Szczyt – Łomnica. Idzie się stromo w górę jego kamienistym lewym obramowaniem (w jednym miejscu przejście ubezpieczone klamrą), potem piargami na jego dnie. W pewnym miejscu żleb rozgałęzia się; na lewo biegnie właściwy Klimkowy Żleb, na prawo natomiast odchodzi piarżysty zachód. Zachodem tym wchodzi się do górnej części Żlebu Breuera, nim stromo na Wyżnią Poślednią Przełączkę. Czas przejścia 2 godz., w skali tatrzańskiej przejście łatwe (0)[4].
2. Poślednią Turnię obchodzi się po stronie północnej, nad Doliną Dziką. Przejście ubezpieczone jest klamrą i łańcuchem i prowadzi eksponowaną skalną półką, następnie skalną granią z kilkoma stopniami w dół na Poślednią Przełączkę. Z niej w górę tą samą wąską granią, po czym po stronie Doliny Dzikiej obchodzi się przewieszoną turniczkę i znów wychodzi na grań. Dalej piarżysto skalistą półką obchodzi się po lewej stronie Małą Poślednią Turniczkę i wychodzi na Przełączkę pod Łomnicą. Czas przejścia 35 min, przejście dość trudne (II)[4].
3. Po stronie Doliny Dzikiej skalne stopnie i półki wyprowadzają w pobliże północno-zachodniej grani Łomnicy. Ubezpieczone łańcuchem przejście prowadzi do kociołkowatego zagłębienia. Z niego kominem Franza w górę. Komin ma wysokość 20 m. Przejście nim jest eksponowane i ubezpieczone klamrami i dwoma łańcuchami. Powyżej komina łatwą już granią przez rumowisko skalne na szczyt Łomnicy. Czas przejścia 30 min, przejście nieco trudne (I)[4].

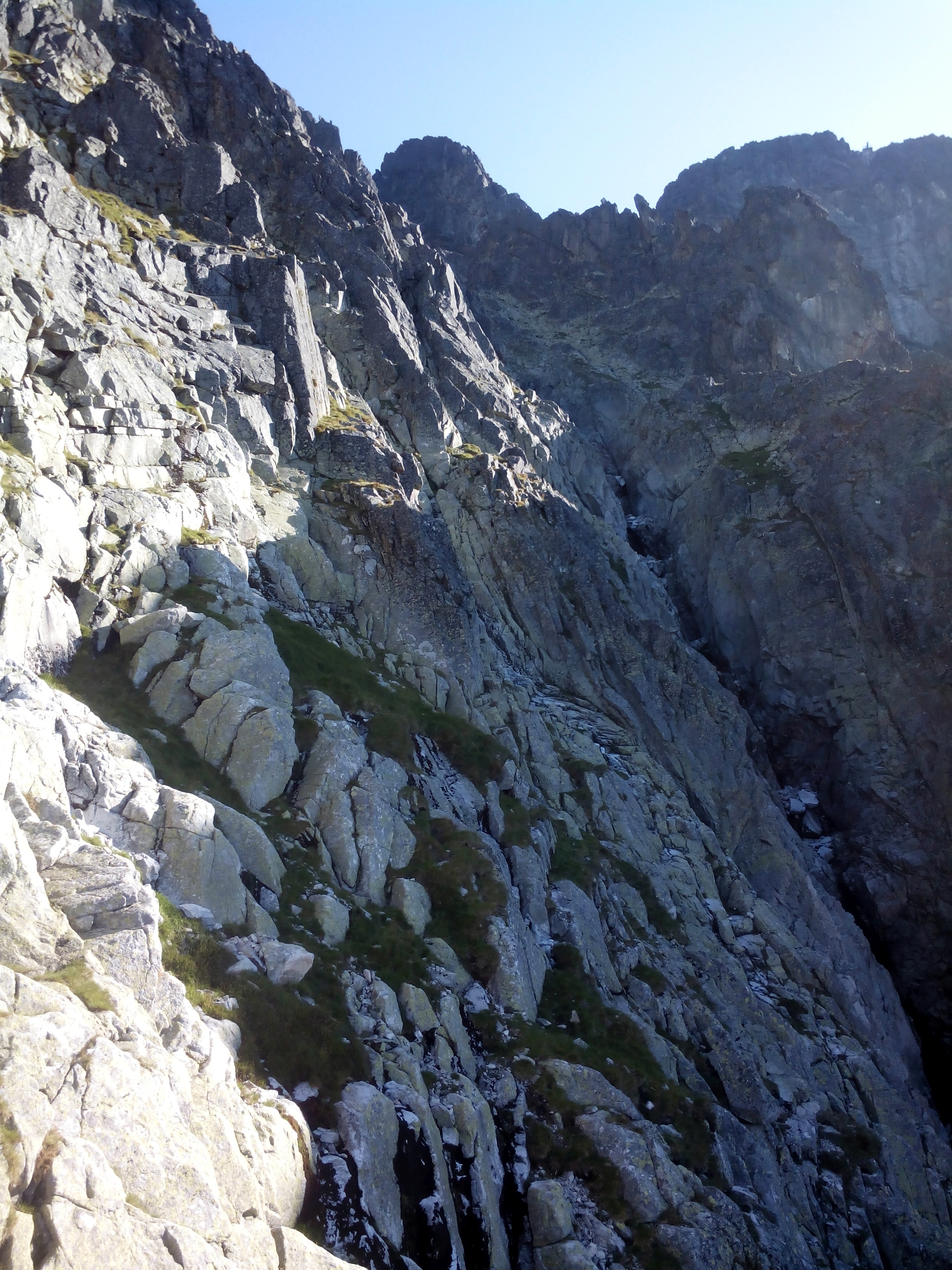
Klimkowy Żleb
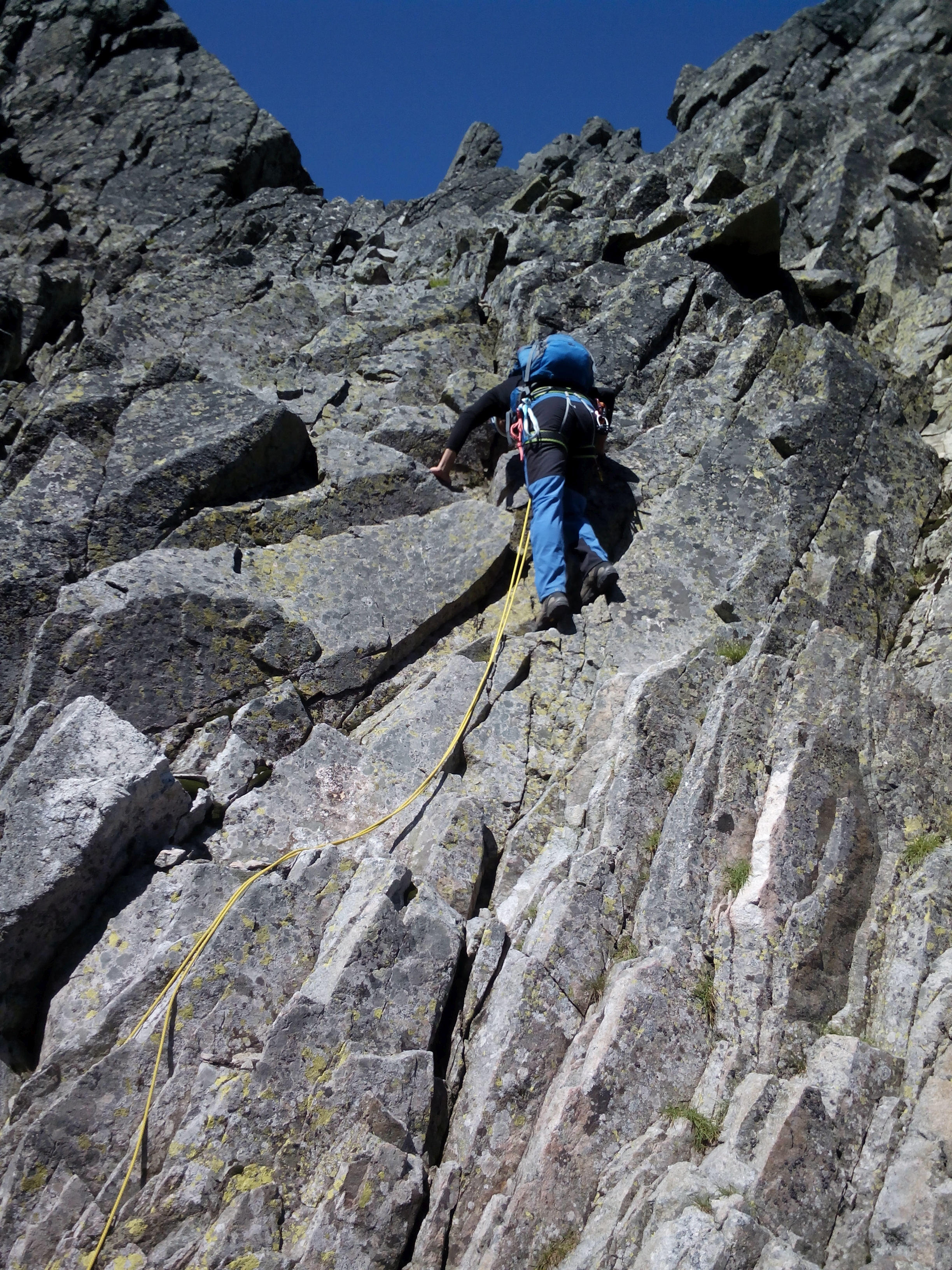
Żleb Breuera
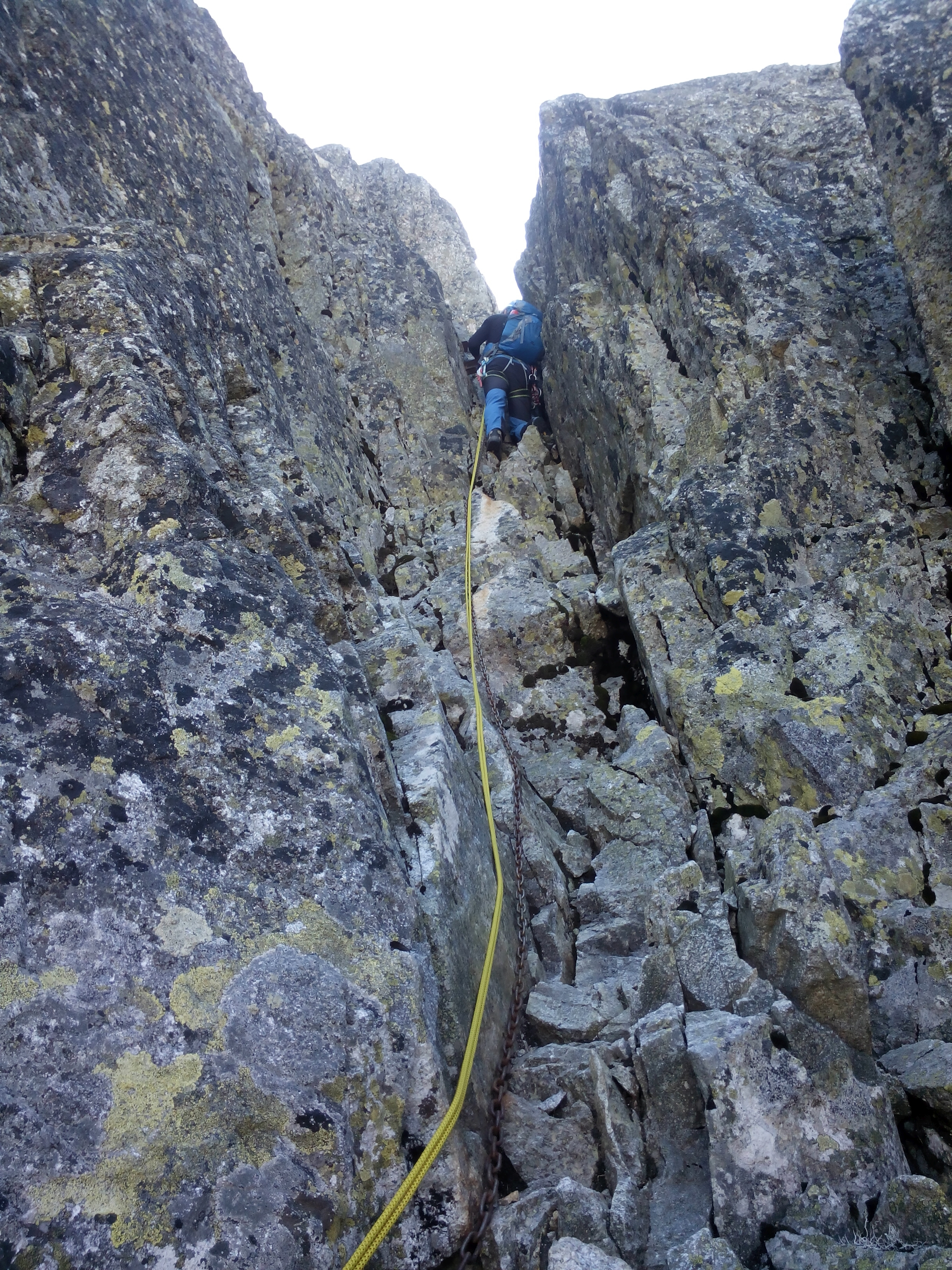
Komin Franza
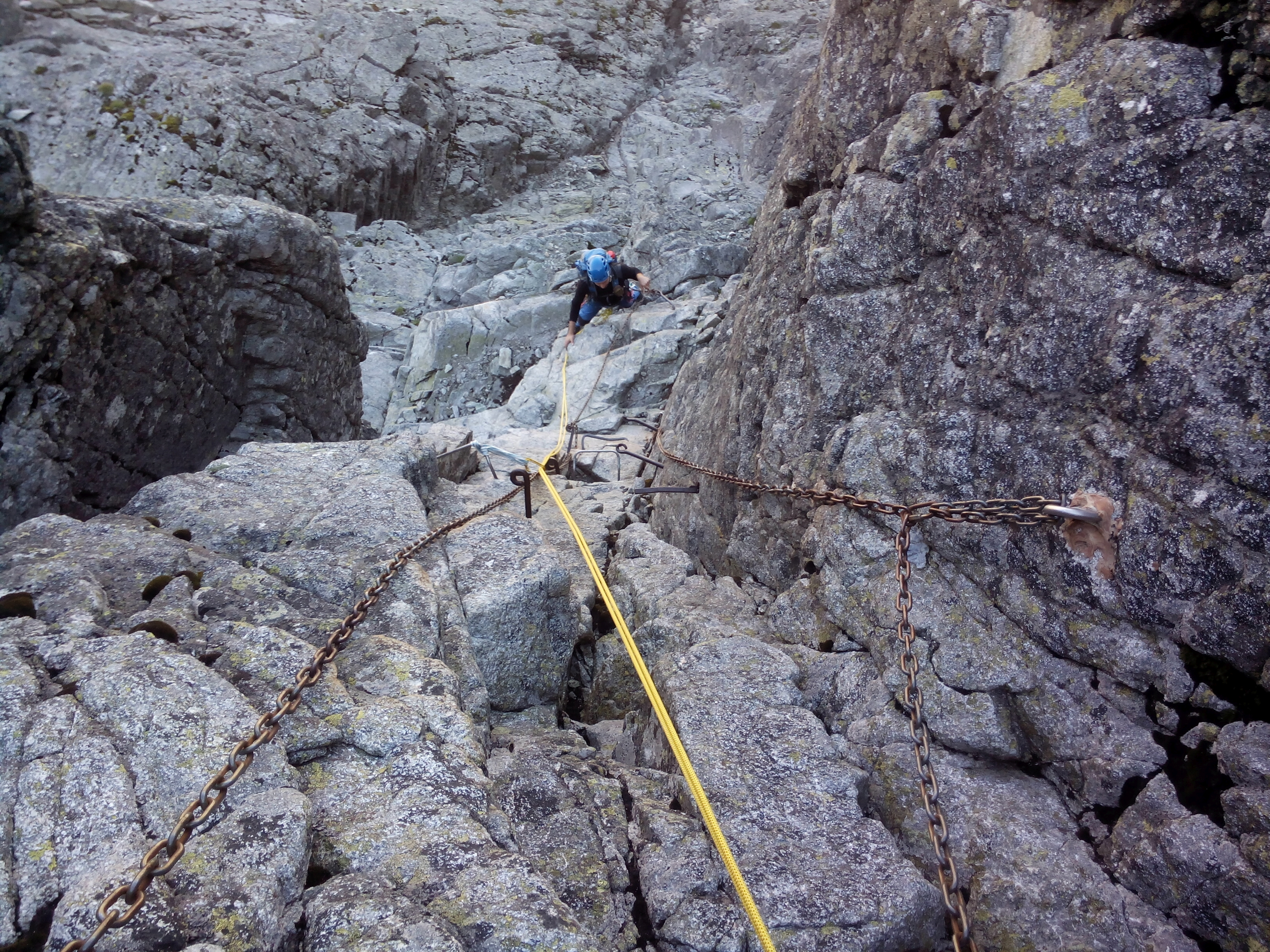
Komin Franza
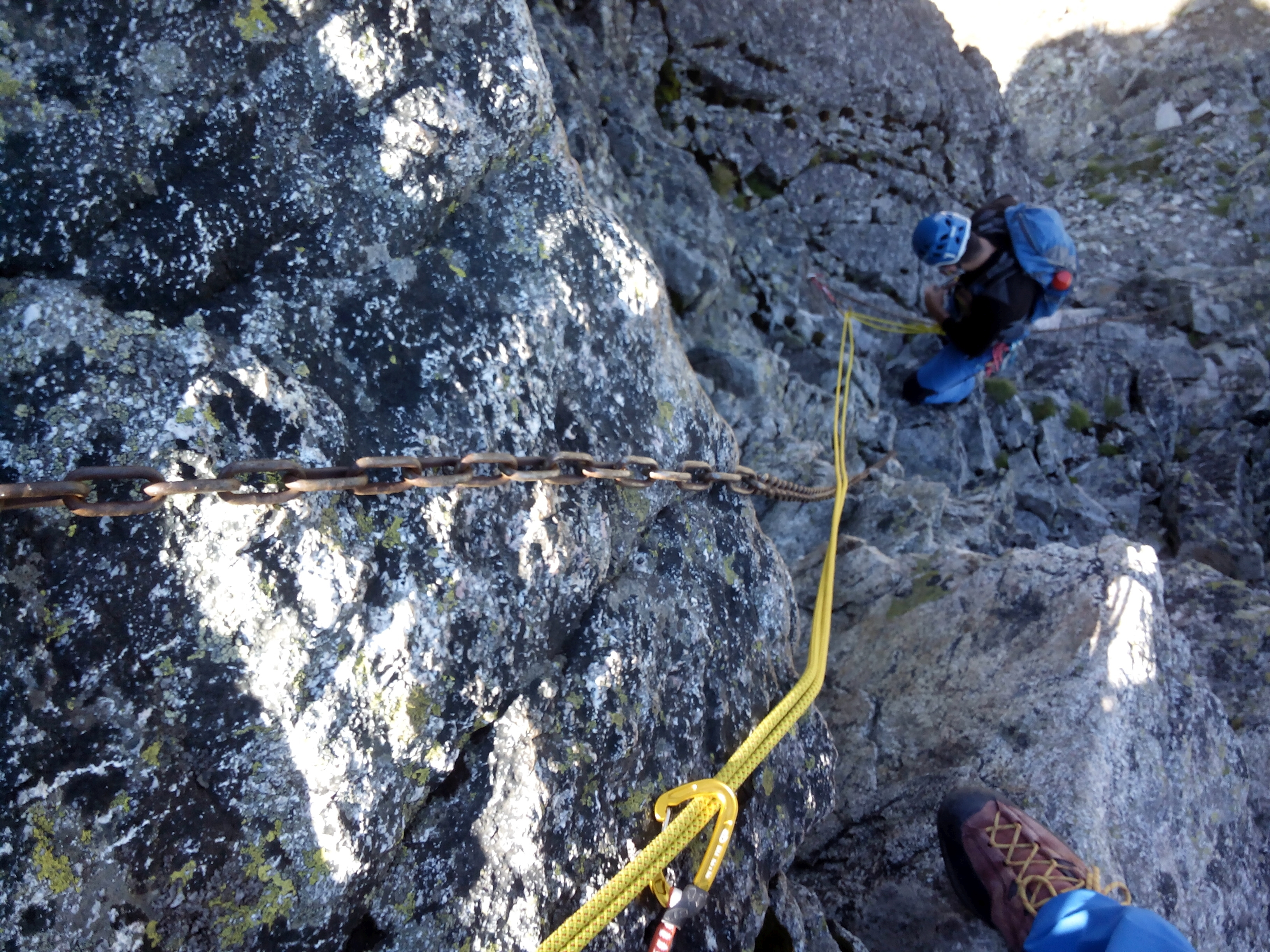
Komin Franza
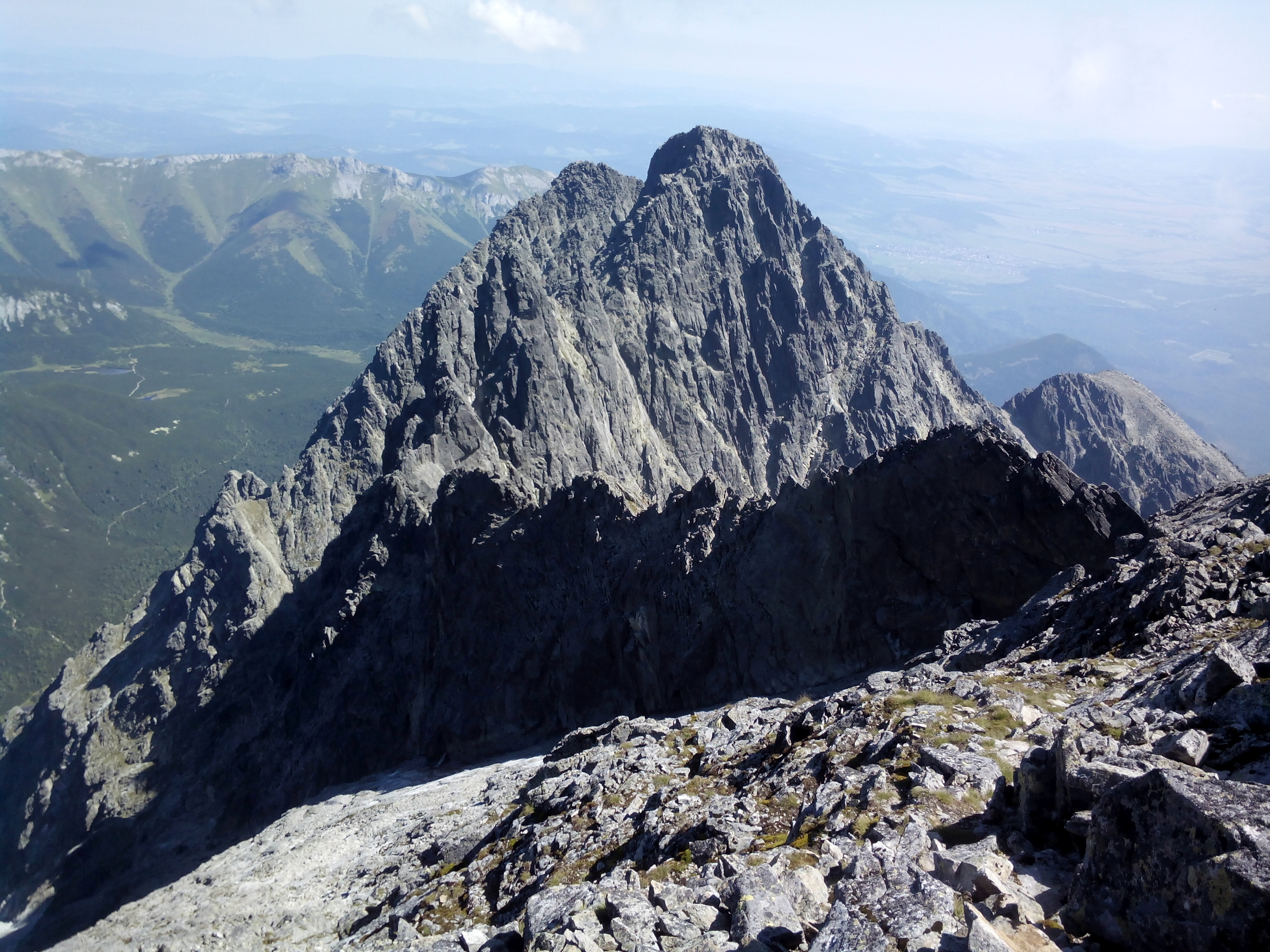
Na grani